# بيبل (ساعة)
بيبل وتش هي ساعة ذكية من توزيع شركة بيبل للتكنولوجيا وشاشة لا تعمل باللمس. وقدمت تصميمها وتنفيذها بفضل حملة كبيرة ذات تمويل جماعي من خلال كيك ستارتر

## التاريخ
في مايو 2012 تلقة بيبل 85000 أمر لكل 66434 شخص في كيك ستارتر،
```
لسجل لجمع التبرعات 10 مليون $
```

في يناير 2014 بيبل أطلقة نسخة جديدة وهي نموذج معدني، سمي بيبل الصلب، ونسخة جديدة من تطبيقات Android وآي أو إس
في مارس 2014 باعت بيبل أكثر من 400000 نسخة من ساعته
في فبراير 2015 باعت الشركة مليون ساعة ذكية وأعلنة الشركة عن التدشين القادم لمنصة البرمجيات من نوع جديد
في 24 فبراير 2015 بيبل أعلنة عن إصدار مستقبلي من ساعتها، .حيث وصفة أن لديها الآن شاشة ملونة والميزات بما في ذلك واجهة جديدة من شأنها أن تعرض الإجراءات التي يمكن اتخاذها اعتمادا على الجدول الزمني. ولهذه المناسبة، أطلقت الشركة مرة أخرى تمويل الجماعي في كيك ستارتر.

## مواصفات
- ألعاب مصغرة
- عرض الوقت بشكل دائم

## المذكرات والمراجع
1. ↑  وصلة مرجع: https://www.bloomberg.com/news/2013-09-16/the-sticky-situation-that-delayed-the-pebble-smartwatch.html.
2. ↑  "معلومات عن بيبل (ساعة) على موقع fileformats.archiveteam.org". fileformats.archiveteam.org. مؤرشف من الأصل في 2016-10-13.